# Escrivão de polícia

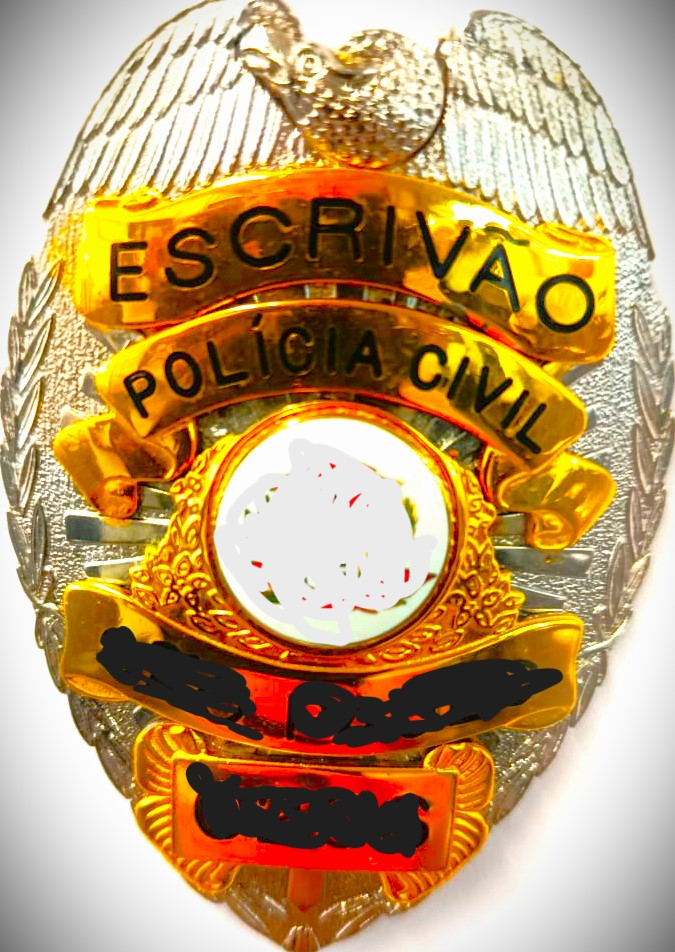
Distintivo escrivão

Escrivão de Polícia é o cargo de natureza estritamente policial, típico e exclusivo de Estado, sendo, portanto, uma das Autoridades Policiais que exercem a atividade de Polícia Judiciária na investigação de infrações e demais ocorrências de interesse policial. Em suma, é a autoridade policial que é responsável por formalizar os atos de Policia Judiciária nos autos do Inquerito Policial.
Ao Escrivão de Polícia  cabe secretariar o Delegado de Polícia. Cabe a ele datilografar todos os atos escritos da Autoridade Policial, como ofícios, depoimentos, relatórios, despachos interlocutórios, e todas as escritas de registros das peças investigatórias. A sala onde fica o escrivão de polícia chama-se cartório policial. Dentre as carreiras policiais existentes, a que mais trabalha em contato com o Delegado de Policia.
Segundo o Conselho Nacional de Justiça, o cargo de Escrivão de Polícia é considerado uma Atividade Jurídica,  segundo o sedimentado na resposta à Consulta 0009079-37.2017.2.00.0000, apresentada pela advogada Anna Julia Falcão Bastos, que buscava esclarecimentos sobre a comprovação da prática jurídica exigida para ingresso na carreira da magistratura.
Trata-se de um cargo com aproximadamente 200 anos de existencia, e com existência e competências previstas especificamente no Código de Processo Penal.  É um engano comum confundi-lo com a figura do "escrevente, oficial administrativo", que trata-se de cargos  puramente cartorários.Também se faz muita confusão, ao classificá-lo como "Agente da Autoridade Policial". Nas palavras do então Delegado-Geral de Polícia, Marcos Carneiro Lima, " Somos todos investigadores. A atribuição de cada Policial Civil é elucidar crimes. Escrivão é o investigador que formaliza o ato". Para Ênio Nascimento, Escrivão de Polícia Civil do Estado de Sergipe, "O Escrivão de Polícia é uma das peças mais importantes do sistema que envolve a investigação policial, assim como são as demais demais Autoridades Policiais dos cargos de Agente e de Delegado". 
Em razão da formação de natureza policial, os cargos de  Agentes, Investigadores, Delegados e Escrivães, são igualmente capacitados e responsáveis pela elaboração dos Boletins de Ocorrência,  Flagrantes, Medidas Cautelares e pelo trabalho em campo, apesar do serviço cartorário ser de competencia do Escrivão. É importante destacar que além das atribuições dos demais cargos da Polícia Civil ou Federal, o policial nomeado Escrivão de Polícia deve ter sob sua guarda e responsabilidade os inquéritos policiais, além dos bens e valores apreendidos entregues à sua custódia, para a realização dos trabalhos periciais e posterior restituição a quem é de Direito (o que é um grave erro). É sua atribuição exclusiva o recolhimento de fianças criminais (outro grave erro). Deve ainda observar e providenciar a normalidade do processo investigativo e o seu correto andamento de acordo com os prazos vigentes em lei (erro também).
A Autoridade Policial do cargo de Escrivão de Polícia tem grande importância dentro da Atividade Policial policial civil, compondo as equipes que agem lado a lado com os demais Policiais, inclusive aqueles que exercem o cargo de Delegados.

## Atribuições legais
São atribuições desse agente especial:  :
- Cumprir as determinações legais;
- Ouvir as partes envolvidas, vítimas, averiguados, autores, testemunhas, no distrito ou onde se possam encontrar, buscando a apuração dos fatos;
- Atender ao público com presteza valendo-se do dever de Autoridade Policial;
- Trabalhar juntamente com os demais Policiais durante a lavratura de boletins de ocorrência, flagrantes ou prisões cautelares;
- Cumprir mandados de prisão, ordens de serviço, autos de apreensão, de entrega, de avaliação, de acareação, de reconhecimento de pessoas ou objetos;
- Realizar translado, intimações, citações e notificações;
- Elaborar boletins de ocorrência, de prisão em flagrante delito ou medidas cautelares;
- Providenciar a identificação, recolhimento e soltura de presos;
- Fiscalizar a continuidade dos inquéritos, providenciando a sua normalidade sequencial;
- Orientar a escrituração dos registros nas delegacias;
- Colher informações de interesse policial;
- Encaminhar vítimas para exames de corpo de delito ou solicitar as perícias cabíveis munido das guias subscritas pelo Delegado de Polícia;
- Acompanhar o Delegado de Polícia nas diligências que se fizerem necessárias ;
- Preparar expedientes;
- Conduzir embarcações, aeronaves e veículos terrestres;
- Participar do levantamento de local de crime;
- Apreender objetos, valores e instrumentos utilizados na prática de crimes e remetê-los à custódia da perícia oficial;
- Atuar nos procedimentos policiais de investigação;
- Cumprir medidas de segurança orgânica;
- Prestar assistência aos colegas Policiais Civis;
- Assinar documentos que necessitem de fé pública;
- Trabalhar em serviços de inteligência policial.

## Ingresso e nomenclatura
O ingresso no cargo de Escrivão de Polícia se dá através de concurso público, exigindo-se na maioria das Polícias brasileiras, conhecimentos de língua portuguesa, criminologia, raciocínio lógico, informática, direito penal, direito processual penal, direito constitucional, direito administrativo e direitos humanos.
Atualmente, 100% dos estados brasileiros exigem Nível Superior de Graduação para o ingresso no cargo..
Nomenclatura utilizada para o cargo de Escrivão de Polícia nas unidades da federação:
- Escrivão de Polícia - Cerca de 55% das unidades
- Escrivão de Polícia Civil - 20% das unidades
- Escrivão de Polícia Judiciária - 6% das unidades
- Escrivão de Polícia Federal - 3% das unidades
- Oficial de Polícia Judiciária - 3% das unidades
- Oficial de Cartório - 3% das unidades
- Oficial Investigador de Polícia - em emplementação pela Lei Orgânica Nacional da Polícia Civil.

## Etapas do Concurso e Posse e Exercicio dos Escrivães de Polícia
Conforme a legislação nacional, a nomeação  e posse de Escrivães de Policia, se dá através de concurso público de provas e títulos de carater classificatório e eliminatorio, divididos em provas objetivas, dissertativas, e em alguns casos até prova oral, como ocorre no Estado de São Paulo. Embora seja um cargo de relevância na estrutura das Polícias Civis e da Polícia Federal, onforme a Legislação Processual Penal Brasileira,  em ultimo caso,  onde o escrivão está impedido  e não pode ser substituido por outro escrivão,  é permitido a qualquer um dos demais Policiais (Investigadores, Papiloscopistas, Carcereiros etc.) exercer as atribuições, como Escrivão Ad-hoc (para isto). Em geral todo policial civil (Agente, Delegado, Escrivão) deve estar apto a realizar as funções operacionais e administrativas. Excepcionalmente a lei tambem permite um cidadão comum atuar como Escrivão Ad-hoc, desde que observada a situação anteriomente citada. Neste caso, após a nomeação, por tempo determinado o cidadão passa a ter fé pública e assim poderá exercer as atividades pertinentes às funções do Escrivão de Polícia.
Atualmente houve mudança legislativa, oportunidade em que houve a promulgação da Lei Orgânica Nacional das Polícias Civis, instituída pela Lei nº 14.735/2023, que estabelece normas gerais de funcionamento para as polícias civis de todos os estados e do Distrito Federal foram definidos para a formação das Polícias Civis apenas três cargos:
- Delegado de Polícia - cargo destinado ao controle jurídico e condução epistemológica das ações investigativas;
- Perito de Polícia - cargo destinado à atividade finalística de abordar, laboratorialmente, as evidências materiais do comportamento criminal (quando ausente a estrutura da Polícia Científica no referido estado);
- Oficial Investigador de Polícia - exerce atribuições apuratórias, cartorárias, procedimentais, de obtenção de dados, de operações de inteligência e de execução de ações investigativas, sob determinação ou coordenação do delegado de polícia, assegurada atuação técnica e científica nos limites de suas atribuições.

Contudo, diante da ausência de prazo para os demais estados alterarem suas Policias, o cargo de escrivão segue existindo legitimamente, seja onde estiver estabelecido, ou  onde qualquer estado se valer da competência concorrente prevista no art. 24,  inciso XVI da Constituição Federal para manter a existência do cargo. 
E importande ressaltar que Lei Orgânica Nacional das Polícias Civis é direcionada apenas para os estados. Sendo assim, não interfere na organização das policias pertencentes ao poder executivo da união, que são a Policia Federal e Policia Rodoviária Federal, que seguem com a organização intocada, inclusive quando ao cargo de Escrivão de Polícia. 